# حملة علي الكهية 1798
حملة علي الكهية أو حملة علي الكيخيا هي حملة جرت سنة 1213هـ/1798م وقادها علي باشا ألكخيا أو الكهية لغزو الإحساء سنة 1798م تمهيدًا للزحف نحو الدرعية، وقد خرجت تلك الحملة في أعقاب انهيار حملة ثويني بن عبد الله السعدون لوقف الهجمات الوهابية ضد مدن وبوادي جنوب العراق العثماني وخصوصًا مراعي المنتفق وذلك بعد اغتيال الشيخ ثويني. فجهز الوزير سليمان باشا في سنة 1798م حملة كبيرة من الرجال والسلاح وأردفه بقطعات من عشائر شمر يقودهم الشيخ فارس بن محمد الجربا. إلا أن الحملة فشلت في مهمتها بعد إقرار سلام هش بين الطرفين.

## المقدمة
بعد استفحال أمر الوهابيون بحيث شكلوا تهديدًا حقيقيًا للسلطنة العثمانية، طلب الباب العالي من الوزير سليمان باشا الكبير أن يقضي على خطر الوهابيين. فأسند الوزير تلك المهمة إلى الشيخ ثويني السعدون بعد أن أعاد إليه مشيخة المنتفق سنة 1796م، فاستغل ثويني تلك الفرصة وأعلن النفير العام، فاحتشدت عنده عربان المنتفق وأهل الزبير والبصرة، ثم أمد له الوالي بجيش التقى به في الجهرة. فتوجه ثويني بحملته جنوبًا نحو الأحساء. إلا أن حملة السعدون لم يقدر لها أن تحقق هدفها، لأنه اغتيل على يد أحد عبيد بني خالد في شباك وهو ماء قريب من البحر يوم الأربعاء 28 حزيران/يونيو 1797م/ 4 محرم 1212هـ، فاضطربت صفوف الحملة العراقية وازداد اضطرابها بعد انسحاب براك السرداح ببني خالد وانضمامه إلى جيش ابن مشاري، فانهار الجيش العراقي واضطر إلى التراجع. فطاردتها قوات آل سعود واستولت على الكثير من معداتها ومدافعها وعتادها والكثير من الغنائم.
وكان وقع مقتل الشيخ ثويني السعدون كبيرًا في بغداد والباب العالي، ففي بغداد أحدث اغتياله فزعًا وقلقًا لأن الدولة اعتدمت على مهاراته في صد تقدم الوهابيين نحو العراق. وحاول ناصر بن عبد الله شقيق ثويني أن يلم شعث الجيش المنهزم، حيث رغب بإعادة الكرة على الوهابيين، إلا أن الوزير سليمان باشا صرف النظر عن تلك الفكرة، وأعاد مشيخة المنتفق إلى حمود الثامر بعدما أدرك فداحة ماحصل. وفي نجد كان لغياب ثويني فرصة عظيمة لأنه كان يشكل خطرًا عليهم، فأعطى تفكك جيشه دفقة من المعنويات، فهاجم الوهابيون أطراف المنتفق في رمضان 1212هـ/1797م وقصدوا قرية أم العباس القريبة من سوق الشيوخ فنهبوها، فتعقبهم حمود الثامر ولكنهم أفلتوا راجعين ديارهم. مما حدا بالوالي أن يجهز حملة أخرى سنة 1798م بقيادة زوج ابنته «علي باشا الكهية» لغزو الإحساء تمهيدًا للزحف نحو الدرعية.

## الحملة
في 22 ربيع الآخر 1213هـ/2 تشرين الأول/أكتوبر 1798م قام سليمان باشا بإعداد حملة كبيرة ثالثة، وسلم قيادتها إلى نائبه علي باشا. وتألفت الحملة من أربعة آلاف إلى خمسة آلاف إنكشاري يدعمهم طابور من المدفعية لم يكن على درجة من الكفاءة، ثم أضيفت إليها قوة أجيرة غير نظامية تعادل ضعف النظامية من قبائل العقيلات بزعامة ناصر بن محمد الشبلي، والعبيد وقبيلة شمر بقيادة فارس الجربا، والمنتفق يقيادة حمود بن ثامر السعدون وانضم إليهم من قبائل آل بعيج والزقاريط وآل قشعم وأهل الزبير وأميرهم ابراهيم الثاقب وجماعات من الظفير. ورافق الكهية محمد بك الشاوي زعيم قبيلة العبيد مستشارًا في شؤون البادية، فوصلت تلك الجيوش إلى البصرة في 2 كانون الثاني/يناير 1799م، ثم الزبير فالروضتين فالجهرة، واستأجرت الحملة من شيخ الكويت عبد الله الصباح مراكب لنقل المعدات الثقيلة إلى العقير. وحملت عشرة آلاف بعير روايا الماء مع سائر الحاجات، إلا أن عددها كان يتناقص بسرعة. وكانت مشقات السير تتطلب وقفات كثيرة مدة أيام عديدة. ونظرًا لجهل علي باشا بالشؤون العسكرية ومعاملته السيئة لزعماء القبائل الذين كان عليه أن يعتمد عليهم، فقد تنبأ الكثيرون بفشل الحملة وانهيارها حتى قبل أن تتحرك.
كان هدف الحملة هي الدرعية عاصمة الوهابيين، ومن البصرة استخدم الباشا طريق الأحساء الطويل الأكثر أمنًا. واستطاعت قواته احتلال مواقع الوهابيين كلها باستثناء حاميتي قصر صاهود في المبرز وكوت الهفوف وقيل قلعة القطيف التي صمدت شهرين من 7 رمضان-7 ذي القعدة 1213هـ/11 شباط/فبراير-11 نيسان/أبريل 1799م، وكان على رأس حامية حصن المبرز سليمان بن محمد بن ماجد، كان آمر قلعة القطيف هو إبراهيم بن عفيصان، وقد أحكم علي باشا خلالها محاصرة حصن الميرز، إلا أنه فشل في الاستيلاء عليه على الرغم من الصدوع التي أحدثها في أسوار الحصن، لأن المدفعية التي جلبها الباشا تصلح لضرب مراكز دفاع مبنية من الرهص -الطين-، فكل يوم يقضيه الجيش يتطلب نصبًا ومشاق مضاعفة. وفي أثناء الحصار غزا الشيخ حمود السعدون أطراف نجد وبصحبته فارس الجربا وابن أخيه بنية بن قرينيس الجربا، فأغاروا على قبيلة السبيع، حيث غنموا منهم إبلا وضأنًا كثيرًا، وعادوا إلى الكتخدا وقدموا إليه الغنائم إمدادصا للجنود، فقويت همة الكتخدا. ولكن جنوده سئمت الحرب، ثم كان ضياع الإبل الذي أنذر الجيش باحتمال فقدانها كلها. فمؤونة الحملة وقوتها بدأت بالنفاد قبل أن تستنفد غايتها. وبسبب الملل والعطش بدأ الضعف يدب في الجيش العثماني، وتخاذل عن تحقيق مهمته الأساسية وهي منع هجمات آل سعود على جنوب العراق، فالجمال قد هزلت ونفق منها عدد كبير، فاضطر القائد أن يتلف الكثير من سلاحه أو يدفنه في التراب لعدم استطاعته نقله، فنقصت الامدادات والذخائر فطلب العساكر من رؤسائهم العودة خصوصًا بعد ورود أنباء أن ابن سعود قد قطع الطريق عليهم من شمال الهفوف، وكان يرمي الملح على الآبار هناك لمنعهم من استخدامها، فرضخ لنصيحة مساعديه وأشهرهم محمد بك الشاوي الذي كان يشك بأنه يراسل السعوديين، فرفع الحصار عنهما وحاول العودة إلى البصرة، ولكن بسبب الرياح العاتية تقهقرت الحملة إلى شباك.
وأثناء عودته قدمت قوات آل سعود من الدرعية إلى الأحساء بقيادة الأمير سعود بن عبد العزيز. الذي ما أن علم بانسحاب قوات علي باشا حتى قرر أن يتعقبها؛ فسبقها ونزل على ماء «ثاج» بعدما سيطر بقواته على شمالي الأحساء، وبذلك يكون قد قطع طريق عودة الباشا إلى البصرة. وكان علي باشا قد عسكر في مكان يدعى «الشباك»، ثم توجه نحو ثاج. وحدثت مناوشات بين الطرفَين كانت دون جدوى، ولم يكتب النصر لأي من الفريقَين. فلولا المدفعية العثمانية والقبائل التي مع الباشا (المنتفق وشمر والعبيد وقشعم وغيرها) لانتصر الأمير سعود على الحملة، لذا بدأت الرسل بينهما لبدء الهدنة.

## المفاوضات وانتهاء الحملة
كانت مطالب علي باشا خلال المفاوضات التي جرت في الفترة من ذي الحجة 1213هـ/ أيار/مايو 1799 هي:إخلاء الأحساء، ومعاملة الحجاج العراقيين بالحسنى، وإرجاع المدافع التي استولى عليها الوهابيون ثم دفع غرامة. وكانت تلك المطالب هي مطالب غير واقعية، خاصة أنها جاءت في ظرف فشل الحملة وتراجعها. لذلك لم يرد سعود سيد دبلوماسية البادية والمتصل سرًا بعشائر الجيش العراقي على المطالب حيث أرجعها إلى أباه، ورد فقط على المطالبة بإخلاء الأحساء قائلا بأنها قرية خارجة عن حكم الروم (أي الترك) ولا تساوي التعب. وبالنهاية وافق علي باشا -بواسطة بعض كبار زعماء القبائل- على عقد اتفاق عدم اعتداء مدته ست سنوات مع الوهابيين. وبذلك أمكنه أخذ جيشه والعودة منسحبًا بعد ثمانية أشهر من بدء الحملة ببعض ماء الوجه. كما اصطحب معه مندوب لآل سعود إلى بغداد ليتسلم من والي بغداد تصديقًا على الاتفاق المعقود. وكان النجاح الوحيد في تلك الحملة هي غارة للشيخ حمود بن ثامر السعدون على قبائل سبيع في نجد وغنم منها غنمًا وإبلاً كثيرًا أنجدت الجيش الكبير، ومع ذلك فقد رفض السعدون ذلك الصلح الذي وجده أقرب للهدنة الهشة منه إلى معاهدة صلح وسلام.
أما الأمير سعود بن عبد العزيز فبعد خروج الجيش العثماني سارع بالدخول إلى الأحساء وأمر بضرب رقاب كل من تعاون مع القوات العثمانية وصادر أموالهم. ثم أعقب ذلك بالهجوم على القطيف المجاورة للأحساء واستولى عليها بعد غارة دامية.